# 1965 en philosophie
Chronologie de la philosophie
- 1961
- 1962
- 1963
- 1964
- 1965
- 1966
- 1967
- 1968
- 1969

L’année 1965 a été marquée, en philosophie, par les événements suivants :

## Publications
- Johan Degenaar : Evolusie en Christendom. 'n Opstel oor Teilhard de Chardin. Kaapstad: Simondium

## Décès
- 13 juin : Martin Buber, philosophe et théologien autrichien, né en 1878, mort à 87 ans.
- 22 octobre : Paul Tillich, théologien et philosophe de la religion, né en 1886, mort à 79 ans.